# جسیال
جسیال (به انگلیسی: Jassial) یک روستا در پاکستان است که در ناحیه چکوال واقع شده‌است. جسیال ۳٬۴۰۰ نفر جمعیت دارد.